# District de Maiji
Le district de Maiji (麦积区 ; pinyin : Màijī Qū) est une subdivision administrative de la province du Gansu en Chine. Il est placé sous la juridiction de la ville-préfecture de Tianshui.